# نلی عطار
نلی عطار (انگلیسی: Nelly Attar؛ زادهٔ ۲ فوریهٔ ۱۹۹۰) کوهنورد اهل لبنان است.